# Терме Виляторе
Тѐрме Вилято̀ре (на италиански: Terme Vigliatore, на сицилиански Tèrmini Lugghiaturi, Термини Лугиатури) е градче и община в Южна Италия, провинция Месина, автономен регион и остров Сицилия. Разположено е на 10 m надморска височина. Населението на общината е 7272 души (към 2012 г.). има римска вила от 1 век пр.н.е., оборудвана с 53 стаи.